# کلاوای (نبراسکا)
کلاوای(به انگلیسی: Callaway) شهری در ایالت نبراسکا کشور ایالات متحده آمریکا است که جمعیت آن در سرشماری سال ۲۰۱۰ میلادی، ۵۳۹ نفر بوده‌است.